# Nidecker
La Nidecker SA è un'azienda svizzera specializzata in attrezzature sportive per snowboard. Fa parte delle imprese del distretto di Rolle nel Canton Vaud.

## Storia
Fondata nel 1887 da Henri Nidecker come produttrice di carri, ruote e scale, l'azienda comincia la produzione di sci nel 1912. L'evoluzione degli sci passa dal 1946 con la produzione di sci in compensato al 1962 con gli sci metallici sino al 1963 con l'introduzione della fibra di vetro. Nel 1982 viene realizzato il primo monoski ma è nel 1984 che nasce la prima tavola da snowboard: l'anno seguente le vendite raggiungono quota 700 tavole. Nel 1988 l'offerta Nidecker si amplia introducendo anche attacchi ed abbigliamento e nel 1989 viene prodotta la prima tavola carving. Nel 1994 viene inaugurata a Rolle la nuova fabbrica.

## Progetti e collaborazioni
Nidecker collabora con il Politecnico di Losanna su diversi progetti.
- Progetto sulle vibrazioni (in francese)[2]
- Progetto su tavole ultraleggere (in francese)[3]

## Capitale azionario
- 2005: 2.000.000 di franchi svizzeri (CHF)

## Prodotti
- Tavole da snowboard
- Sci
- Attacchi
- Scarponi
- Abbigliamento